# Kerb Neuenhain
Die Neuenhainer Kerb, auch bekannt als Geeleriewekerb, ist ein traditionsreiches Kirchweihfest im Bad Sodener Stadtteil Neuenhain im Taunus (Hessen). Die Ursprünge des Festes reichen laut dem ehemaligen Pfarrer und Chronisten Otto Raven vermutlich bis in das Jahr 1294 zurück, als die erste Kirche in Neuenhain geweiht wurde. Seitdem findet die Kerb traditionell am ersten Wochenende im August statt.

## Geschichte
Ursprünglich handelte es sich um eine rein kirchliche Feier, die sich im Laufe der Jahrhunderte zunehmend zu einem weltlichen Volksfest entwickelte. Der lokale Beiname „Geeleriewekerb“ bezieht sich auf die gelbe Rübe („Geelerieb“), die als Symbol der Neuenhainer gilt.
Zu Beginn des 20. Jahrhunderts entstand die Tradition der Kerbeborsch, einer Gruppe von Jugendlichen eines Jahrgangs, die im Festzug eine überdimensionale gelbe Rübe und Bembel mit Apfelwein mitführten. Weitere Elemente der Feierlichkeiten waren das Aufstellen eines geschmückten Kerbebaums vor dem Standquartier der Kerbeborsch sowie die Anbringung des „Schlackes“, einer Puppe in Gestalt eines schlaksigen jungen Mannes. Der Schlackes gilt als Symbol der Kerb und darf nicht von rivalisierenden Kerbegesellschaften aus Nachbargemeinden entwendet werden. Den Abschluss bildete traditionell die „Beerdigung“ der Kerb auf den Drei Linden.
Mitte der 1960er Jahre kam es zu einem Bruch in der Durchführung. Erst 1975 übernahm der Vereinsring Neuenhain die Organisation, wodurch das Fest neuen Aufschwung erhielt. Fortan wurde in einem zentralen Festzelt gefeiert, zunächst am Marktplatz („Dalles“), später auf dem „Kerbeplatz“ hinter der Drei-Linden-Schule. 1981 wurde die Tradition der Kerbeborsch wiederbelebt; 23 junge Neuenhainer schlossen sich zusammen und bereicherten das Programm mit Festzug, Kerbebaum, Geelerieb und Schlackes. Den Abschluss bildet seitdem die satirische Rede eines „Kerbepfarrers“ und das Verbrennen des Schlackes.

## Kerbeverein Neuenhain e.V.
Nach 25 Jahren gab der Vereinsring 1999 die Organisation ab. Eine Gruppe ehemaliger Kerbeborsch gründete am 1. Oktober 1999 den Kerbeverein Neuenhain e.V. (KVN), um das Fest fortzuführen. 82 Gründungsmitglieder traten dem Verein bei, dessen satzungsgemäßes Ziel die Pflege der Kerbetradition und der Kerbeborsch ist. Mittlerweile zählt der Verein über 350 Mitglieder.
Seit der Übernahme durch den KVN wird die Kerb in einem Festzelt auf dem Festplatz bei der Feuerwehr in der Kronthaler Straße (Am Kerbeplatz) gefeiert. Ursprünglich dauerte sie von Freitag bis Montag. Aufgrund sinkender Besucherzahlen am Montag wurde 2015 der Veranstaltungszeitraum auf Donnerstag bis Sonntag vorverlegt. Der Auftakt am „Kerbedonnerstag“ ist seitdem fester Bestandteil des Programms.

## Brauchtum
Zum traditionellen Ablauf gehören:
- Festzug mit überdimensionaler gelber Rübe
- Aufstellen des Kerbebaums mit Schlackes
- Musik- und Tanzveranstaltungen
- Satirische Abschlussrede des Kerbepfarrers
- „Beerdigung“ und Verbrennen des Schlackes